# Искушение святого Аквариума
Искушение святого Аквариума — «доисторический» магнитоальбом Б. Гребенщикова и А. Гуницкого 1974 года. Запись, долго считавшаяся утерянной, благодаря виртуальному сообществу «Планета „Аквариум“» была найдена в конце 1997 года. Альбом был выпущен на CD в 2001 году в составе сборника «Доисторический Аквариум».

## История
О дате записи до сих пор не существует единого мнения. На задней стороне обложки альбома, выпущенной фирмой «Триарий», написано: «Записано в феврале 1973 года в ЛГУ на факультете ПМ и ПУ». На официальном сайте запись также датируется 1973 годом. В справочнике Павла Северова об альбоме написано: записан во время студенческих каникул, 1974 года, январь — февраль.
Комментарий звукорежиссёра Армена «Марата» Айрапетяна:

<…> События ещё туда-сюда, но привязать к конкретной дате — дело безнадёжное. Я почесал макушку, позагибал пальцы, подышал глубоко — всё равно получается, что «Искушение» — январь-февраль 1973.

Мнение Гребенщикова:

<…> альбом представлял собой извращение двух идиотов (БГ и Джорджа), занимавшихся сюрреалистической «Аммагаммой»: некоторые непонятные желудочные звуки, стуки, плёнки задом наперёд, петли, стихи, отдельные куплеты песен и фразы. Очень смешно, но очень плохо записано.

В 1978 году Гребенщиков, под псевдонимом Б. Троицкий, так вспоминал начало звукозаписей Аквариума в самиздатском журнале «Рокси»: «Записи появились позже — зимой 1974, когда Борис и Джордж записали „Искушение Святого Аквариума“».
Несмотря на оценки самого Гребенщикова («извращения двух идиотов…»), «Искушение» и сегодня в музыкальном смысле представляет интерес — это едва ли не первый опыт создания концептуального музыкального произведения в советской России. Первый альбом «Аквариума» совершенно некоммерческий и, пользуясь современной терминологией, «неформатный».

«Искушение св. Аквариума» мы писали вдвоём на факультете прикладной математики в Смольном — у нас там была не то чтобы студия, а пространство для репетиций. Там мы всё это вдвоём и записали. Писали на магнитофон «Днипро» — был такой. Работали дня три, по ходу записи я где-то играл на гитаре и пел, хотя толком играть не умел. Это — «Мой ум сдох», Борис там подыгрывал, и «Песня о кайфе». В одной песне я даже сыграл на басу — «Маленький большой водопад», а Борис накладывал гитары. Использовалась всякая перкуссия, барабаны.
В записи использовались странные голоса — женский крик в частности. Это некая Марина, девушка из нашей компании, мы вместе с ней занимались в театральной студии. Мы попросили её покричать, она покричала, и очень успешно. А муж её, Руслан, говорил фразу «Что за дела?».
Альбом ни во что не вписывался. Ни в какой стиль. И, может быть, если бы в то время наши музыкальные возможности были бы выше, то, возможно, всё это было бы не так интересно. Целенаправленно делали психоделию. Боря потом сказал в каком-то интервью, что это извращения двух идиотов. В общем, так оно и есть, но всё равно интересно.
— А. Гуницкий
Для записи использовались: усилитель УМ-1, микшерный пульт сборки Воробьёва (который приходилось перепаивать три раза в час), самодельные колонки, 9-струнная гитара «Пирин» (три первые струны были сдвоенные). Использовались также нестандартные инструменты: детские дудки, пианино с воткнутыми в молоточки кнопками, а на композиции «Пение птиц и птичек на могиле сдохшего ума» (идея этой композиции принадлежит Марине Житковой) использовался расплавленный пластиковый провод, капли которого со свистом проносились мимо микрофона. У альбома также существовала обложка, созданная Русланом Судаковым и изображавшая «Маленький Большой водопад».

## Участники записи
- «Аквариум»:
  - Борис Гребенщиков — вокал,  голос, гитары (9-струнная)
  - Анатолий Гуницкий — перкуссия, голос, бас-гитара
  - Марина Житкова — голос
  - Руслан Судаков — голос, звуковые эффекты
- Звукорежиссёр
  - Марат (Армен) Айрапетян

## Список композиций
1. Мой ум сдох (А. Гуницкий) (1:36)
2. Концепция 14 (Б. Гребенщиков) (3:18) — инструментал
3. Осторожно, берегись поезда (Б. Гребенщиков, А. Гуницкий) (0:45)
4. Бустер в ночи (Б. Гребенщиков, А. Гуницкий) (3:11)
5. Река Оккервиль (А. Гуницкий) (3:31)
6. Ария шузни, влюблённой в джинсню (Б. Гребенщиков, А. Гуницкий) (0:43)
7. Мочалкин блюз (Б. Гребенщиков) (2:51)
8. Поэзия (А. Гуницкий) (1:19)
9. Гуру Панджахай (Б. Гребенщиков, А. Гуницкий) (3:06) — инструментал
10. Ну а ты? (Б. Гребенщиков, А. Гуницкий) (0:56)
11. Он пришёл из туманной дали (Б. Гребенщиков) (1:57)
12. У меня шузня. Гимн (Б. Гребенщиков, А. Гуницкий) (3:41)
13. Песня о кайфе (Песня Вайшвиллы) (А. Гуницкий) (3:51)
14. Господин Раутбарт (Б. Гребенщиков, А. Гуницкий) (0:16)
15. Голос (1:10)
16. Упади на песок (А. Гуницкий) (4:51)
17. Я — Шизо (А. Гуницкий) (3:19)
18. Большая увертюра для квака B-mol (Б. Гребенщиков) (0:18) — инструментал
19. Маленький большой водопад (Б. Гребенщиков, А. Гуницкий) (1:05) — инструментал
20. Ля-ля-ля (Б. Гребенщиков, А. Гуницкий) (1:03)
21. Фамилия — это субстанция (А. Гуницкий) (0:08)
22. Париж (Б. Гребенщиков, А. Гуницкий) (0:50)
23. Во мне кто-то третий (А. Гуницкий) (0:46)
24. Груймлер Баш (Б. Гребенщиков) (0:15) — инструментал
25. Для Ахтараута (Б. Гребенщиков) (2:20) — инструментал
26. Сказка о двух королях (А. Гуницкий) (0:46)
27. Мой ум сдох (А. Гуницкий) (4:08)
28. Пение птиц и птичек на могиле сдохшего ума (Б. Гребенщиков, А. Гуницкий) (0:12) — инструментал